# 第百六十四号哨戒特務艇
第百六十四号哨戒特務艇（だいひゃくろくじゅうよんごうしょうかいとくむてい）は、日本海軍の特務艇（哨戒特務艇）。第一号型哨戒特務艇の65番艇。太平洋戦争中、座礁し放棄された。

## 艇歴
マル戦計画の特務艇、第2121号艦型の164番艇、仮称艦名第2284号艦として計画。1944年11月5日、第百六十四号哨戒特務艇と命名されて第一号型哨戒特務艇の61番艇に定められ、本籍を佐世保鎮守府と仮定。1945年2月16日、船体概成により林兼重工業株式会社から佐世保海軍工廠へ引き渡し。3月2日竣工し、本籍を佐世保鎮守府に定められ、連合艦隊第二十二戦隊第四監視艇隊に編入。
4月1日、第四監視艇隊は鹿児島への進出を開始し、4月10日以降は鹿児島で整備と訓練に従事。
5月18日、第五特攻戦隊作戦指揮下に編入。軍隊区分第二特攻部隊に配置。5月中は種子島への輸送に従事。5月30日、種子島への3回目の輸送を終え鹿児島へ帰投する際、西之表で座礁した。艇体はその後放棄された。
※以下の艇歴は書類上のもので、艇の救難に成功したわけではない。
6月15日、第七艦隊作戦指揮下に編入。軍隊区分対馬海峡方面部隊北九州防備部隊に配置。7月1日、第四監視艇隊から削除され舞鶴鎮守府敦賀港湾警備隊に編入。
1947年5月3日、第百六十四号哨戒特務艇は海軍編制の廃止に伴い除籍された。